# Нефьодов Олег Матвійович
Олег Матвійович Нефьодов (Нефедов) (25 листопада 1931, місто Дмитров, тепер Московської області, Російська Федерація — 28 липня 2023, місто Москва, Російська Федерація) — радянський і російський вчений-хімік, фахівець в галузі органічної та елементоорганічної хімії, віцепрезидент Академії наук СРСР (Російської академії наук). Член ЦК КПРС у 1990—1991 роках. Народний депутат СРСР (1989—1991). Доктор хімічних наук (1967), професор, член-кореспондент (з 15.03.1979, з Відділення загальної та технічної хімії (фізична хімія)), академік Академії наук СРСР (РАН) (з 23.12.1987). Іноземний член Національної академії наук України та Академії наук Грузії.

## Життєпис
У 1964 році закінчив Московський хіміко-технологічний інститут імені Менделєєва.
У 1954—1957 роках — аспірант Московського хіміко-технологічного інституту імені Менделєєва. У 1957 році захистив кандидатську дисертацію «Металорганічний синтез та властивості 1-алкілнафталінів та 1', 1'-ді-(1-нафтил)-алканів складу С17-С28».
З 1957 року — молодший науковий співробітник, старший науковий співробітник Інституту органічної хімії імені Зелінського Академії наук СРСР.
Член КПРС з 1962 по 1991 рік.
У 1967 році захистив докторську дисертацію «Дослідження в галузі хімії карбенів та деяких їх аналогів» за спеціальністю «органічна хімія». 
З 1968 завідував лабораторією хімії карбенів і малих циклів Інституту органічної хімії імені Зелінського, з 2004 року очолював відділ хімії нестабільних молекул і малих циклів Інституту органічної хімії імені Зелінського.
У 1988—1991 роках — академік-секретар Відділення загальної та технічної хімії АН СРСР.
Одночасно в 1988—2001 роках — віцепрезидент Академії наук СРСР (з 1991 року — Російської академії наук).
З 2001 року — радник Російської академії наук.
З 2009 року — професор та завідувач кафедри фундаментальних проблем хімії хімічного факультету Московського державного університету імені Ломоносова.
Голова Національного комітету російських хіміків та Координаційної ради РАН з хімічних наук. Керівник програми фундаментальних досліджень ВХНМ РАН «Теоретичне та експериментальне вивчення природи хімічного зв'язку та механізмів найважливіших хімічних реакцій та процесів». Член Бюро ВХНМ РАН, член бюро та виконкому Міжнародного союзу теоретичної та прикладної хімії (1999—2007), почесний член Королівського хімічного товариства (Великобританія) та Китайського хімічного товариства, член Академії Європи, член Європейської академії наук та мистецтв.
Головний редактор журналів «Відомості РАН. Серія хімічна» (1991—2017), «Успіхи хімії» (1995—2017) та «Mendeleev Communications» («Менделіївські повідомлення», 1991—2019). Був одним із організаторів та головою Вищого хімічного коледжу РАН (з 1990).
Спеціаліст у галузі органічної та елементоорганічної хімії. Розробив основи сучасної хімії карбенів та їх аналогів, зокрема, розробив методи створення та стабілізації цих короткоживучих молекул, провів вивчення їх структури та основних властивостей, досліджував реакційну здатність та механізми перетворень, відкривши низку нових реакцій та отримавши невідомі раніше сполуки, у тому числі перший стабільний гермациклопропен із псевдоароматичними властивостями.
Провів ряд досліджень у галузі хімії діазосполук, циклопропанів та циклопропенів. Зокрема, провів детальне вивчення циклопропанування моно- та поліненасичених сполук під дією діазосполук у присутності комплексів перехідних металів. На основі цих досліджень надалі були запропоновані нові методи синтезу похідних циклопропану та циклопропену, а також поліциклічних вуглеводнів. Разом з іншими фахівцями розробив технологічні засоби отримання високоенергетичних поліциклічних вуглеводнів з унікальними фізико-хімічними характеристиками. Зокрема, було створено виробництво цикліну — високоефективного синтетичного пального для ракетно-космічної техніки, яке використовувалося у виробах серії «Місяць», «Венера» та інших.
У лабораторії О. Нефьодова був розроблений оригінальний метод введення фтору в ароматичне ядро, заснований на циклоприєднання фторгалогенкарбенів і поліфторолефінів до ненасичених вуглеводнів з подальшою термічною ізомеризацією циклопропанів, що містять фтор і циклобутанів. Цей метод зробив відносно легко доступними цілий клас хімічних сполук: моно- та поліфторароматичних сполук, у тому числі ключових для низки лікарських препаратів.
Автор близько 700 наукових публікацій, 5 монографій та 150 авторських свідоцтв.
Помер 28 липня 2023 року. Похований у Москві на Троєкуровському цвинтарі.

## Нагороди і звання
- орден Жовтневої Революції
- орден Трудового Червоного Прапора
- орден «Знак Пошани»
- орден «За заслуги перед Вітчизною» ІІІ ст. (Російська Федерація) (1999)
- Золота медаль імені Менделєєва (1998)
- дві Державні премії СРСР (1983, 1990)
- Державна премія Російської Федерації в галузі науки і техніки (2001)
- Премія Уряду Російської Федерації в галузі освіти (2006)
- Лауреат Міжнародної премії імені Карпінського (1993)
- Лауреат премії імені Семенова (1991)
- Лауреат премії імені Зелінського (1987)
- Лауреат премії РАН імені Бутлерова (2003)
- Лауреат спеціальної премії АН СРСР та Угорської академії наук (1988)
- Лауреат Демидівської премії (2014)
- Подяка Президента Російської Федерації (20.04.2007)
- Почесний професор Російського державного технічного університету імені Менделєєва (2002)